# Fulton (Illinois)
Pour les articles homonymes, voir Fulton.
Fulton est une petite ville du comté de Whiteside, dans l'Illinois, aux États-Unis. Un bureau postal est créé à Fulton, dès 1838. La ville est incorporée le 14 juin 1899. Elle est baptisée en référence à Robert Fulton, l'inventeur du bateau à vapeur.

## Démographie
Lors du recensement de 2010, la ville comptait une population de 3 481 habitants. Elle est estimée, en 2016, à 3 333 habitants.

## Source de la traduction
- (en) Cet article est partiellement ou en totalité issu de l’article de Wikipédia en anglais intitulé « Fulton, Illinois » (voir la liste des auteurs).